# Clemens Mitteregger
Clemens Mitteregger (* 9. Mai 2000 in Neunkirchen, Österreich) ist ein österreichischer Trial-Motorrad-Fahrer, zweimaliger österreichischer Staatsmeister (Jugend und Junioren) und Trial-Weltmeisterschaftsteilnehmer.

## Biografie
Mitteregger begann seine Karriere als Trial-Motorrad-Fahrer mit dem Trial-Fahrrad-Sport. Ab 2010 nahm er an Trial-Rennen in Österreich teil, seit 2013 bestreitet er die Österreichische Meisterschaft und seit 2016 nimmt er auch an Weltmeisterschaften teil.

## Werdegang
Neben der Österreichischen Meisterschaft begann Mitteregger in den darauf folgenden Jahren an weiteren Meisterschaften (Welt- und Europameisterschaft) teilzunehmen. Im Jahr 2016 startete Mitteregger bei der Trial-125-Weltmeisterschaft in Belgien und belegte Platz 10. Im selben Jahr fuhr er auch den Junioren-Staatsmeistertitel in Österreich ein.  Seit 2018 nimmt Mitteregger an der gesamten Trial-125-Weltmeisterschaft teil und belegte den 14. Platz im Gesamtranking. 2019 belegte er in der offenen Österreichischen Trial Staatsmeisterschaft den 9. Platz.

## Erfolge

### Österreichische Meisterschaft Trial
- 2013: Platz 4 (Klasse 3)[1]
- 2014: Platz 1 (Klasse 3)[2]
- 2015: Platz 3 (Klasse 2)[3]
- 2016: Platz 1 (Klasse 2)[4]
- 2017: Platz 7 (Klasse 1)[5]
- 2018: Platz 10 (Klasse 1)[6]
- 2019: Platz 9 (Klasse 1)[7]

### Weltmeisterschaft Trial
- 2016: Platz 10 Trial WM Belgien[8]
- 2018: Platz 14 Trial WM Gesamt[9]